# Hans Helbæk
Hans Peter Helbæk (8. april 1907 i Roskilde – 10. februar 1981 i Kagerup) var en dansk arkæolog og palæobotaniker, der har undersøgt planterester fra arkæologiske udgravninger som i Çatalhöyük.
Han har blandt andet skrevet om Grauballemandens sidste måltid.

## Delvis bibliografi
- Jessen, Knud og Hans Helbæk, 1944. Cereals in Great Britain and Ireland in prehistoric and early historic times. Biologiske Skrifter, Det Kgl. Danske Videnskabernes Selskab, bd. III, nr. 2.

- Hans Helbæk, "Grauballemandens sidste måltid", Kuml, 83–116, Århus, 1958.
- Hans Helbæk, "Da rugen kom til Danmark", Kuml, Aarhus Universitetsforlag, 1970.